# Олимпиу, Деспина
Деспина Олимпиу (греч. Δέσποινα Ολυμπίου, англ. Despina Olympiou 17 октября 1975, Лимасол, Кипр) — киприотская и греческая поп-певица. Представительница Кипра на конкурсе песни Евровидение 2013, с композицией «An Me Thimase»

## Биография
Пением начала заниматься в ранние годы. Игре на фортепиано и музыкальной теории училась в Тринити-колледже в Лондоне. В 1992 году начала петь профессионально на Кипре. В 1994 года она посетила Афины для сотрудничества с Яннисом Париосом. Позже сотрудничала с ведущими греческими музыкантами, среди которых Харис Алексия, Йоргос Даларас, Хадзияннис Михалис, Манолис Лидакис, Димитрис Митропанос, Пантелис Таласинос, Костас Македонас и т. д.
Её первый альбом был выпущен в 2000 году, под названием «Των Ματιών σου η Καλημέρα» (рус. Твои глаза или Доброе утро), на слова Илиаса Катсулиса и музыку Пантелиса Талассиноса, Манолиса Лидакиса и др. Летом 2003 года она гастролировала с Михалисом Хатзиянисом с концертами по всей Греции и за рубежом. За это время она выпустила сингл «'Βάλε Μουσική» (рус. Включи музыку), который был продан более чем 25 000 тиражом.
Летом 2004 года она выпустила свой второй альбом под названием «Έχουμε Λόγο» (рус. У нас есть право голоса), который включил песни Михалиса Хатзияниса, Такиса Вурмаса, Элени Зиога, Костаса Валтазаниса. Зимой 2005 года она выпустила свой третий альбом под названием «Αυτό Είναι Αγάπη» (рус. Это и есть любовь) с музыкой и стихами Йоргоса и Александроса Пантелиасов.
Деспина Олимпиу позднее сотрудничала с Анной Висси, Йоргосом Даларасом и Михалисом Хадзияннисом в США и в Канаде. В марте 2007 года она выпустила CD сингла «Πες το δυνατά» (рус. Скажи это вслух), который имел значительный успех, его песни вошли в четвёртый альбом под названием «Μαζί — χωριστά» (рус. Вместе - по отдельности), который стал золотым.
В начале января 2009 года Деспина Олимпиу обручилась с Михалисом Хадзияннисом, однако в 2010 году пара развелась.
В 2012 году, после годичного перерыва, Деспина Олимпиу вернулась на сцену с новыми песнями композитора Янниса Христодулопулоса, в частности «Να είσαι καλά» (рус. Будь здоров), с дуэтами с Йоргосом Пападопулосом и Stereo Mike.
В 2013 году была выбрана представлять Кипр на Евровидении в Мальмё. 14 мая 2013 года выступила в первом полуфинале под номером 14. Песня финишировала 15, тем самым в финал не прошла.

## Дискография
- «Των Ματιών σου η Καλημέρα» (2000)
- «Βάλε μουσική» (2003)
- «Έχουμε Λόγο» (2004)
- «Αυτό Είναι Αγάπη» (2005)
- «Μαζί — χωριστά» (2007)
- «Μαζί — χωριστά» Golden Edition (2008)
- «Μια Στιγμή» (2009)
- «Αν Με Θυμάσαι (An Me Thimase)» (2013)
- «Harisma Sou» (2016)
- «Girna Se Mena» (2016)
- «Panta Erhete I Avgi» (2017)
- «Opou Mas Paei I Kardia» (2017)